# ابراهیم‌آباد (بندرگز)
ابراهیم‌آباد روستایی در دهستان انزان شرقی بخش مرکزی شهرستان بندرگز استان گلستان ایران است.

## جمعیت
بر پایه سرشماری عمومی نفوس و مسکن در سال ۱۳۹۵ جمعیت این مکان ۹۶۰ نفر (۲۹۷خانوار) بوده‌است که اکثریت جمعیت آن سیستانی هستند و از طایفه های شهرکی اشترک و پنجه کوبی بیشترین جمعیت این روستا را تشکیل میدهد .